# Mimela repsimoides
Mimela repsimoides är en skalbaggsart som beskrevs av Ohaus 1915. Mimela repsimoides ingår i släktet Mimela och familjen Rutelidae. Inga underarter finns listade i Catalogue of Life.